# 김민수 (2005년)
김민수(金民秀, 2005년 7월 8일 ~ )은 대한민국의 축구 선수이며, 포지션은 골키퍼이다. 현재 K리그1 대전 하나 시티즌 소속이다.